# Aeropuerto de Côn Đảo
El Aeropuerto Ca Mau  (Sân bay Côn Đảo, Sân bay Cỏ Ống, Cảng hàng không Côn Đảo) está localizado en  Con Dao, Ba Ria-Vung Tau, Vietnam. Este aeropuerto tiene una pista de aterrizaje de 1287m x 30 m (asfalto), capaz para servir un avión de gama media como ATR-72.

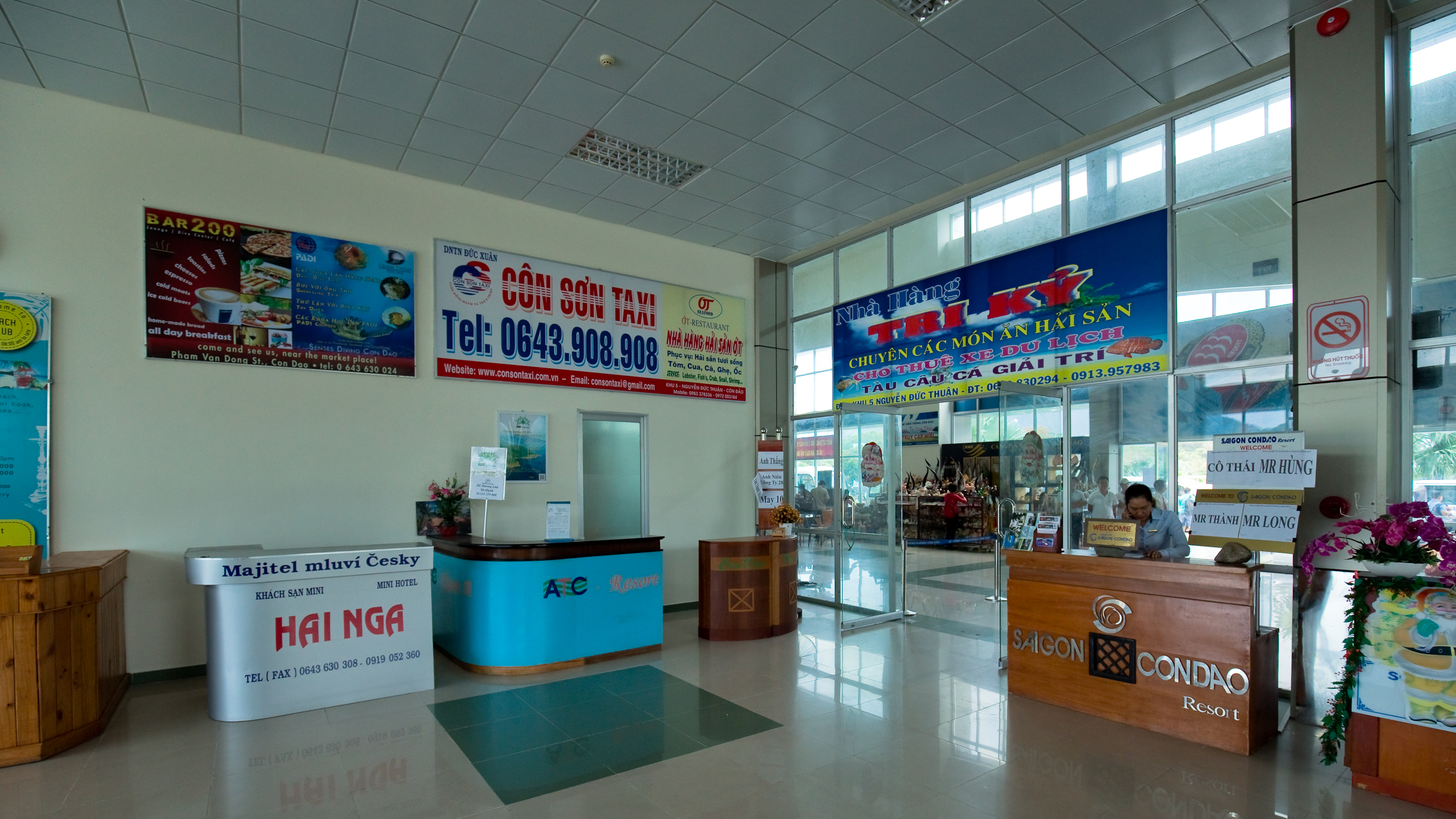

## Aerolíneas y destinos
- Vietnam Air Services Company (Ciudad Ho Chi Minh) (Aeropuerto internacional de Tan Son Nhat)[1]